# NEUTRINO (歌聲合成)
Neutrino（表记为NEUTRINO）是由日本开发者Shachi基于人工神经网络开发的免费语音合成软件。

## 概要
2020年2月22日，由Shachi开发的免費軟體Neutrino发布，通过输入樂譜和歌词的乐谱数据（MusicXML），自动生成自然的歌唱声音。
除了兼容Windows和Mac之外，还制作了使用 Google Colaboratory可在浏览器中运行的在线版本。
2021年10月1日发布的Ver0.500版本中，语音合成引擎经历了一次重大变更后不再与之前的版本（Ver0.431）兼容。与新版本兼容的语音模型也在同一天发布，但东北切蒲英、JSUT和谣子的语音模型由于未能及时调整而未发布，直到同月7日随Ver0.501的更新发布。

## 语音库
为了减少下载空间，Neutrino自带一个或三个语音库，其他语音库可以根据需要从官方网站下载。
| 名称                 | 公布日期 （支持软件版本）      | 配音员     | 注释 |
| -------------------- | ------------------------------ | ---------- | --- |
| 东北切蒲英 （東北きりたん）      | 随软件一同公布                 | 茜屋日海夏 | - 基于向公众开放供研究的、由明治大学副教授森勢将雅开发的「东北切蒲英歌唱数据库」（東北きりたん）开发。 - 东北切蒲英是东北俊子Project登场的主要人物。                                                              |
| 谣子 （謡子）            | 随软件一同公布                 | 未公开     | - 基于Sinsy创建的向公众开放供研究的「Sinsy-f00001」数据库开发。 |
| JSUT                 | 2020年6月12日 （ver 0.300～）  | 非公开     | - 基于东京大学猿渡研究室的职员高道慎之介主導制作的「JSUT语料库」（JSUTコーパス）开发。 - 缩写自「Japanese speech corpus of Saruwatari-lab., University of Tokyo」（直译「东京大学猿渡实验室的日语语音语料库」）。 |
| 东北伊达子 （東北イタコ）      | 2020年9月18日 （ver 0.400～）  | 木户衣吹   | - 东北伊达子是东北俊子Project登场的主要人物。 - 通过日本SSS合同会社在2020年7月发起的群眾募資制作。 |
| Merrow （めろう）          | 2020年12月24日 （ver 0.420～） | 非公開     | - 第一款Neutrino自主制作的语音库。 - 作为虚拟形象的虚构人物是由日本插画师珠樹（珠樹）创作。 |
| Nakumo （ナクモ）          | 2021年4月23日 （ver 0.431～）  | 非公開     | - 第一款男声语音库。 - 作为虚拟形象的虚构人物是由日本插画师萩森Jia（萩森じあ）创作。 |
| 東北俊子 （東北ずん子）        | 2021年7月5日 （ver 0.431～）   | 佐藤聡美   | - 東北俊子是东北俊子Project登场的主要人物。 - 通过SSS合同会社在2021年1月发起的群眾募資制作。 |
| No.7                 | 2021年7月7日 （ver 0.431～）   | 小岩井小鸟 | - 为了避免版权问题，日本声优小岩井小鳥自己创作了大约50首歌曲来录制语音数据。 - 作为虚拟形象的虚构人物是由日本插画师猫屋敷Pushio（猫屋敷ぷしお）创作。                                                             |
| 琴葉茜 / 琴葉葵 （琴葉茜 / 琴葉葵） | 2022年4月25日 （ver 1.0.0～）  | 榊原由依   | - 琴葉茜和琴葉葵是由日本软件公司AI（エーアイ）制作的虚构人物。 - 仅面向购买《A.I.Voice琴叶茜、葵》的消费者提供。                                                                                              |
| 俊达萌 （ずんだもん）          | 2022年8月1日 （ver 1.1.0～）   | 伊藤由奈   | - 俊达萌是东北俊子Project登场的次要角色。 - 通过SSS合同会社在2022年3月发起的群眾募資制作。 |
| 四国Metan （四国めたん）       | 2022年11月2日 （ver 1.1.0～）  | 田中小雪   | - 四国Metan是东北俊子Project登场的次要角色。 - 与俊达萌同样是通过SSS合同会社在2022年3月发起的群眾募資制作。                                                                                           |
| 夜语帷 （夜語トバリ）          | 2023年7月14日 （ver 2.2.0～）  | 行成飞亚   | - 夜语帷是由ニコライ·ボルコフ发起的企划“来想一个新的读说软件角色吧！”中的虚构人物。 - 仅面向购买《A.I.Voice夜语帷》的消费者提供。                                                                     |

## 脚注
1. ↑  谷井将人. . ITmedia. 2021-02-25  [2022-01-04]. （原始内容存档于2022-01-03） （日语）.
2. ↑  沓澤真二. . ITmedia. 2020-02-26  [2022-01-04]. （原始内容存档于2021-11-20） （日语）.
3. ↑  藤本健. . DTMステーション. 2021-04-21  [2022-01-04]. （原始内容存档于2022-01-03） （日语）.